# Akebono Taro
Det här är en artikel om en person med japanskt personnamn; Akebono är familjenamnet.
Akebono Tarō (japanska: 曙 太郎?, Akebono Tarō), född 8 maj 1969 i Waimānalo, Hawaii, död i april 2024, var en amerikansk professionell sumobrottare och fribrottare. När han började med sumo i Japan 1988 tränades han av den banbrytande hawaiianska brottaren Takamiyama och steg snabbt upp i rankingen och nådde den högsta divisionen 1990. Efter två på varandra följande yusho- eller turneringsmästerskap i november 1992 och januari 1993 skrev han historia genom att bli den första icke-japanskfödda brottaren någonsin att nå yokozuna, den högsta rangen i sumo. Efter att Akebono hade pensionerat sig från sumo fortsatte han att träna yngre brottare, han tävlade även i kickboxning, fribrottning och mixed martial arts (MMA).